# Froy Gutierrez
Froylán (Froy) Gutierrez (Highland Park (Texas), 27 april 1998) is een Amerikaans acteur en zanger. Hij speelde in diverse films en series, waaronder Hocus Pocus 2, The Strangers: Chapter 1 en Teen Wolf.

## Levensloop
Gutierrez studeerde aan de Booker T. Washinton High School for the Performing and Visual Arts. Gutierrez werd eerst bekend door zijn werk in de reclamesector.
In november 2015 maakte hij zijn acteerdebuut in de Nickelodeon-televisieserie Bella and the Bulldogs, waarin hij de rol van Charlie Huggins vertolkte. Hierna volgde rollen in verschillende series, zoals The Goldbergs, One Day at a Time en Teen Wolf.
In april 2017 maakte Gutierrez zijn debuut als filmacteur in de familiefilm A Cowgirl's Story. In de jaren die volgde vertolkte hij verschillende rollen in andere films, waaronder Intiation, Hocus Pocus 2 en The Strangers: Chapter 1.
Naast acteren begon Gutierrez in 2018 met het maken van muziek, in juli van datzelfde jaar bracht hij zijn debuutsingle Sideswipe uit.

## Filmografie

### Film
- 2017: A Cowgirl's Story, als Jason
- 2017: The Halloween Party, als Max
- 2018: The Vampyre, als Engelse man
- 2020: Initiation, als Wes Scott
- 2022: Hocus Pocus 2, als Mike
- 2024: The Strangers: Chapter 1, als Ryan

### Televisie
- 2015-2016: Bella and the Bulldogs, als Charlie Huggins
- 2016: The Goldbergs, als knappe Ben
- 2017: One Day at a Time, als Josh
- 2017: Teen Wolf, als Nolan Holloway
- 2018: Liza on Demand, als Doug
- 2019: Light as a Feather, als Ridge Reyes
- 2020: Acting for a Cause, als verschillende personages
- 2020: Wireless, als Brad Carnegie
- 2021: Cruel Summer, als Jamie Henson

## Discografie

### Singles
- 2018: Sideswipe
- 2019: Fix Me
- 2019: Crash
- 2019: When It's Midnight